# 金江土主寺
金江土主寺，位于中国云南省丽江市永胜县涛源镇金江村（金江坪），是一处供奉社神的宗教建筑，现为云南省文物保护单位。

## 历史
金江土主寺原位于金江街西端北侧（26°13′59″N 100°32′37″E / 26.23306°N 100.54361°E），海拔高度1205米，占地面积1200平方米，由戏台、大殿、左厢房组成。因其位于鲁地拉水电站淹没范围，2013年搬迁至现址重建。建筑群始建年代不详，现存大殿为清同治十四年（1875年）重建。

## 现状
金江土主寺新址建筑面积682.22平方米，整个建筑群由南至北中轴线上依次为山门及东西耳房、大殿及东西耳房，中轴线东西由厢房组成。山门为二层单檐歇山顶建筑，前檐做单檐歇山顶抱厦，后檐为歇山顶戏台。厢房为单层单檐悬山顶建筑，大殿为单层单檐悬山顶建筑。土主寺古建筑群年代久远，保持了相对完整的平面布局，梁架典型、艺术构件精美，建筑的结构形式及构件具有当地风格，尤其是山门的设计比较精巧，既是寺庙入口，又兼有表演和观赏的功能，具有较高的历史艺术和科学研究价值。2006年公布为永胜县级文物保护单位；2018年公布为第三批丽江市文物保护单位；2019年公布为第八批云南省级文物保护单位。

## 图片

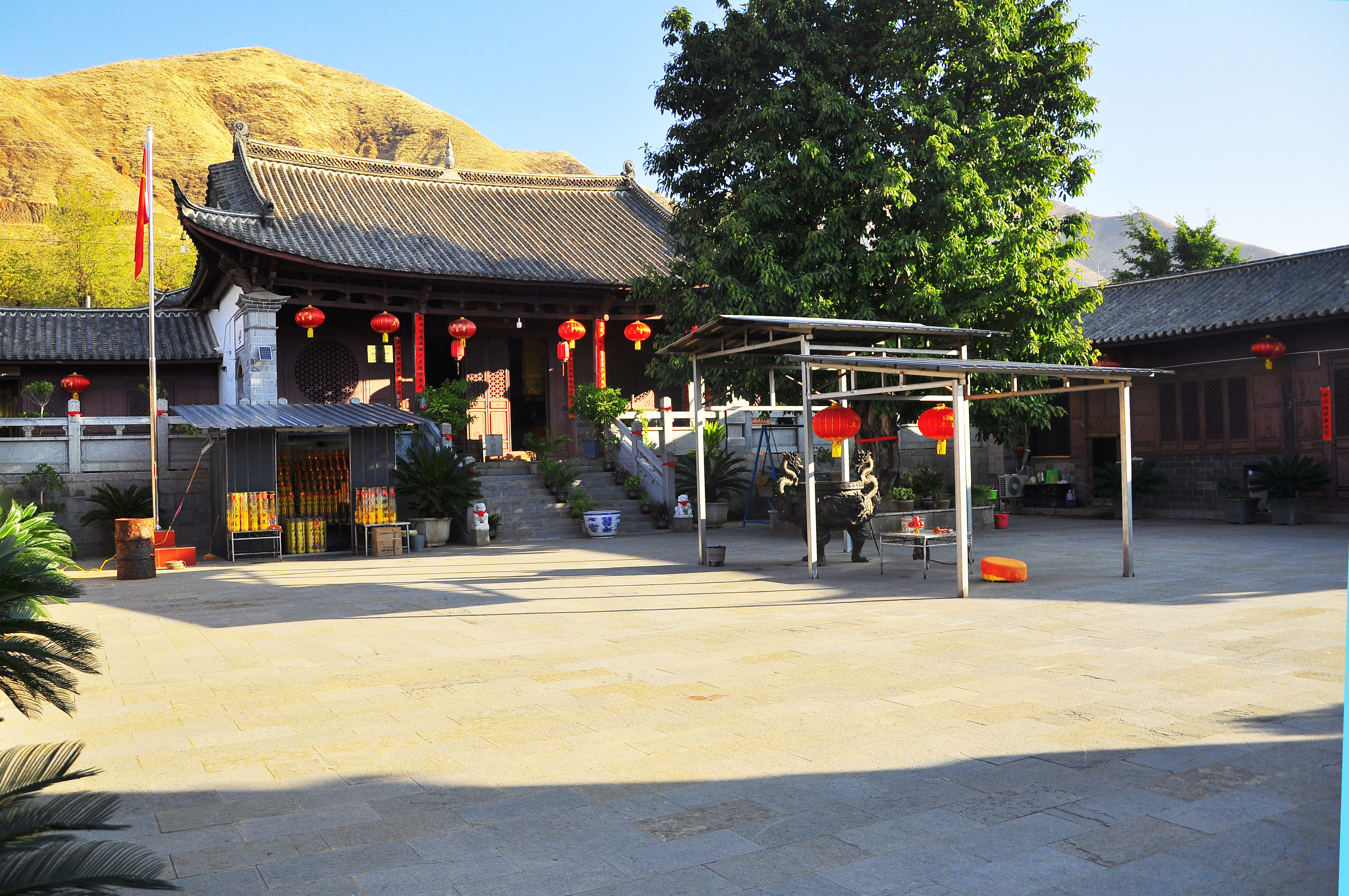
土主庙大殿
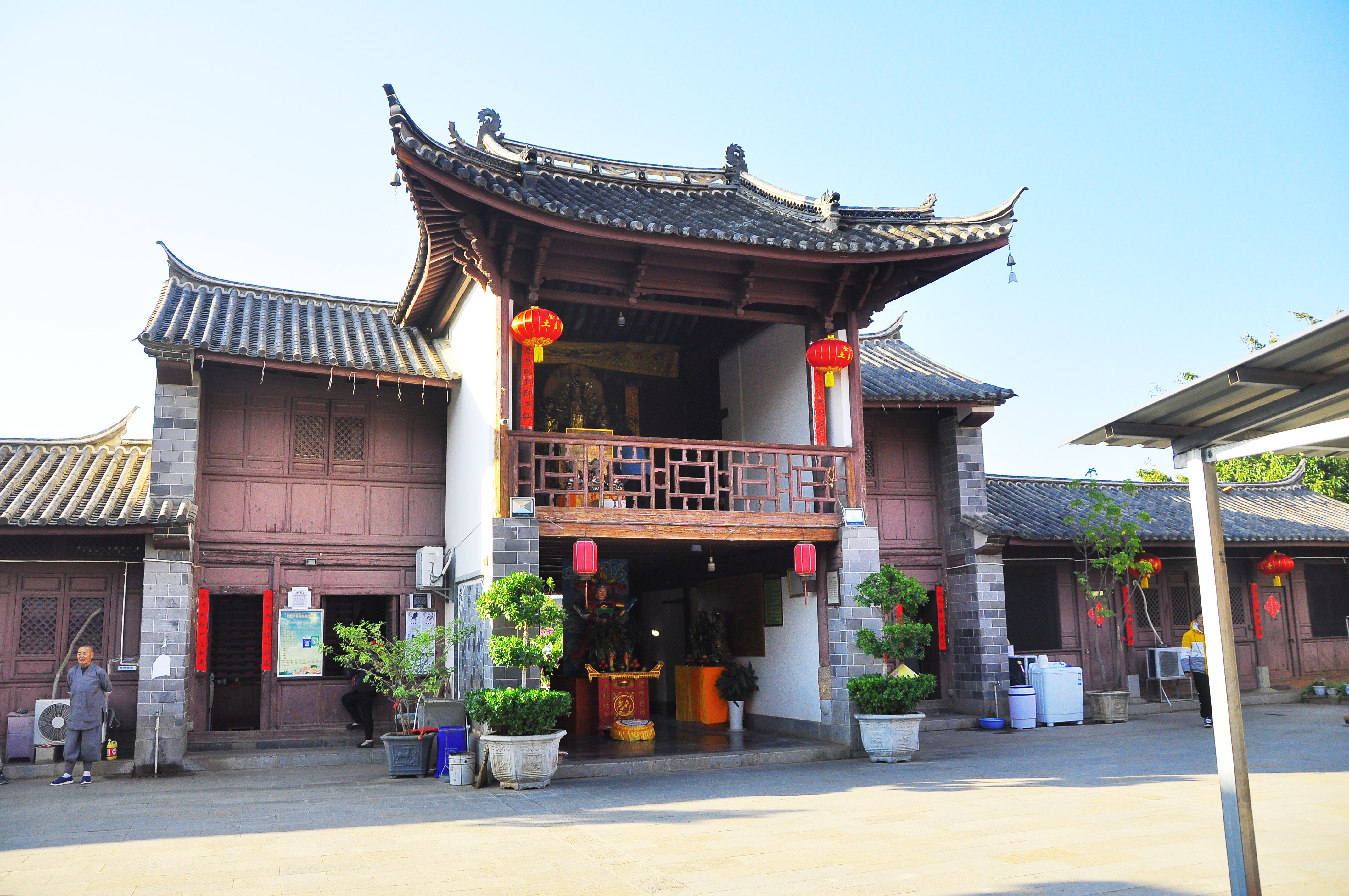
山门后的戏台